# Egon von Fürstenberg
Príncipe Egon von Fürstenberg (Eduard Egon Peter Paul Giovanni Prinz zu Fürstenberg,  29 de junho de 1946 - 11 de junho de 2004) foi um socialite, banqueiro, designer de moda e designer de interiores, e membro da família aristocrática alemã Fürstenberg.
Em 1969, ele se casou com a estilista Diane von Fürstenberg, com quem teve dois filhos, o príncipe Alexandre  e a princesa Tatiana Desirée, nascida em 16 de fevereiro de 1971. O casal divorciou-se em 1972. Em 1983, ele se casou com Lynn Marshall (nascida em 1950), uma norte-americana  nativa do Mississippi que era co-proprietária de uma loja de flores; o casal permaneceu sem filhos.  Entre seus casamentos, Egon também tinha um parceiro masculino: ele era franco sobre sua bissexualidade e poligamia.

## Biografia
Nascido em 29 de junho de 1946 em Lausanne, na Suíça, foi o filho mais velho do príncipe Tassilo von Fürstenberg (1903-1989) e sua primeira esposa, Clara Agnelli (1920-2016), irmã mais velha do presidente da Fiat, Gianni Agnelli.  Após a partida de Clara, seu pai se casou com a herdeira do petróleo do Texas, a Dra. Cecilie Amelia Hudson (nascida Blaffer). O irmão mais novo de Fürstenberg é o príncipe Sebastian von Fürstenberg, e sua irmã é a socialite e atriz Princesa Ira von Fürstenberg. Foi batizado pelo papa João XXIII e depois foi criado, em condições privilegiadas, em Veneza, na Itália.

## Educação e carreira
Licenciou-se em economia na Universidade de Genebra, seguido por um estágio de 18 meses no Corpo da Paz no Burundi, como professor, e dois anos como banqueiro de investimentos em Nova York. Enquanto estudava na universidade, ele conheceu sua colega  Diane Simone Michelle Halfin,  uma judia de ascendência greco-romena nascida na Bélgica e filha de uma sobrevivente do Holocausto. Eles se casaram em 16 de julho de 1969 em Montfort-l'Amaury, Yvelines, França. A nova princesa Diane von Fürstenberg estava grávida, e o pai de Egon, que também se opunha a que ele se casasse com um judeu, boicotou a cerimônia.
Sua esposa abriu sua casa de moda em Nova York sob a insistência de Egon, criando uma vestimenta eventualmente icônica, uma carreira como designer que possivelmente eclipsava a de Egon. Fürstenberg começou sua carreira como comprador da Macy's, tendo aulas noturnas. no Fashion Institute of Technology,  e na Escola de Design de Parson.
Começou o trabalho independente como designer de moda em 1977,  projetando roupas para mulheres plus-size e, posteriormente, expandindo para moda completa e licenciamento de produtos como fragrâncias e roupas feito sob medida, com base em Roma. Em seguida, Von Furstenberg projetou roupas prontas para as massas e uma linha de moda improvisada.
Ele abriu uma empresa de design de interiores em 1981.  Em 1991, ele expôs na Alta Moda dias em Roma. Também foi um colecionador  de artes e sua coleção incluiu obras de Zachary Selig. Egon von Fürstenberg morreu no Hospital Spallanzani em Roma em 11 de junho de 2004, de câncer de fígado causado por uma hepatite C adquirida na década de 1970. 

## Publicações
- The Power Look (1978), um guia para moda
- The Power Look at Home: Decorating for Men (1980), um livro sobre mobiliário doméstico